# Toponomastica storica di Busto Arsizio
La toponomastica storica di Busto Arsizio comprende i nomi di strade, piazze e luoghi del territorio comunale di Busto Arsizio e la loro storia, sia quelli ufficialmente presenti negli stradari che quelli non più esistenti o utilizzati solo per consuetudini. Non sono presenti tutti i toponimi, ma solo quelli con particolari legami con la storia e gli avvenimenti del borgo e del territorio circostante. Sono inoltre riportate alcune strade con odonimi recenti, ma comunque di grande interesse per le trasformazioni che hanno subito nel corso del tempo e che hanno modificato il contesto urbano, pur trattandosi di avvenimenti relativamente recenti.

## Toponimi scomparsi
In questa sezione sono presenti i nomi di strade e piazze scomparse a causa di demolizioni o trasformazioni urbanistiche o per semplice ridefinizione della toponomastica comunale.

### Le antiche contrade
Ad ognuno delle seguenti contrade corrispondevano omonime strade e porte del borgo:

#### Contrada Basilica (Cuntràa Basega)
Corrispondente all'attuale via Milano, nel centro storico, era la zona orientale del borgo, compresa tra la piazza antistante la basilica di San Giovanni Battista, da cui prende il nome (basega significa letteralmente basilica), e l'attuale piazza Garibaldi, dove in passato sorgeva la porta orientale del borgo di Busto Arsizio, anch'essa denominata Basega. Nella seconda metà del XIX secolo il cronista Luigi Ferrario riporta il nome Porta Milano come nuovo toponimo della contrada, in quanto dalla porta (rinominata porta Milano) conduceva alla strada del Sempione e dunque alla città di Milano.

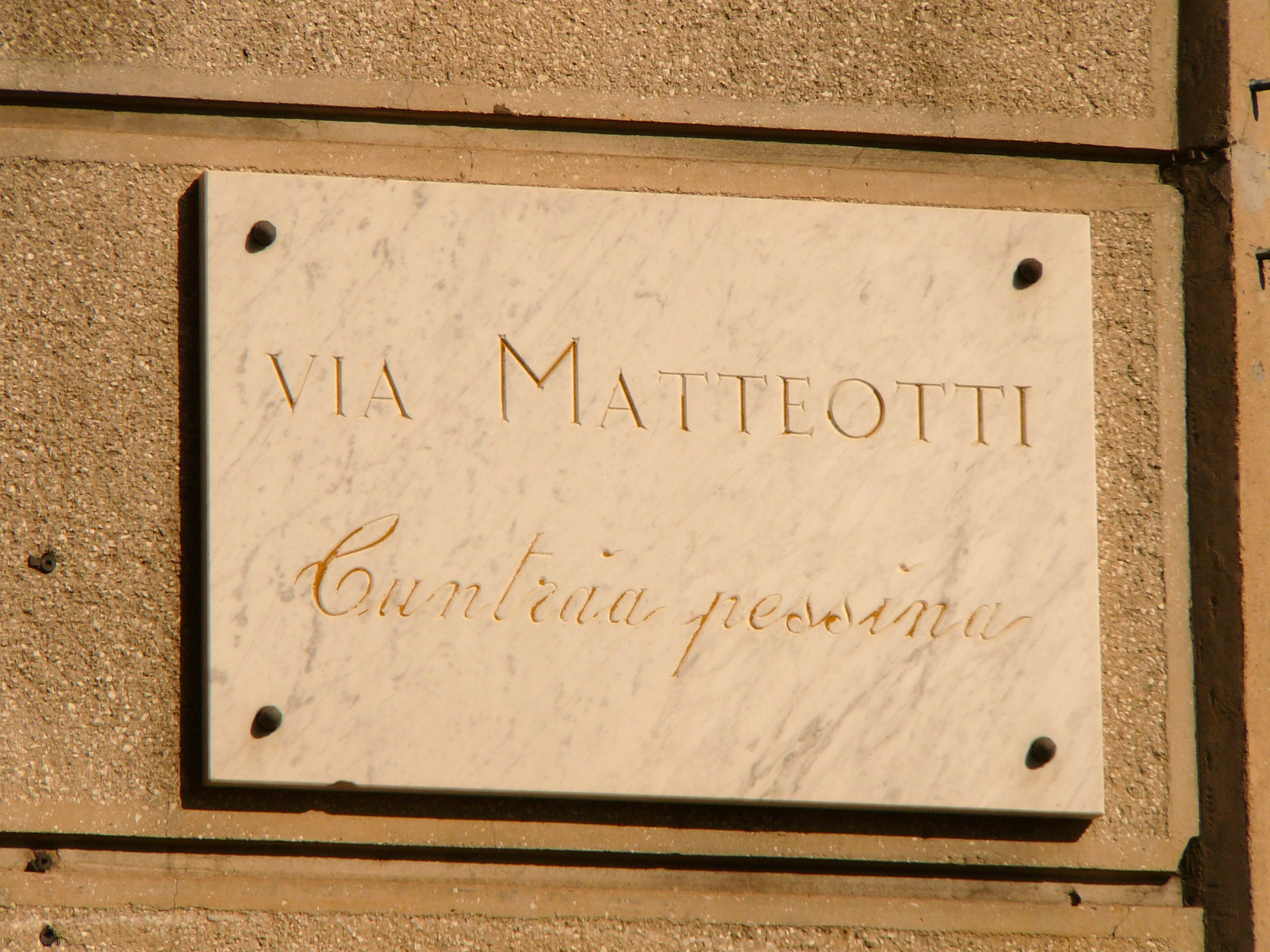
Targa recante il nome della via Matteotti e il suo odonimo storico (Cuntràa Pessina).

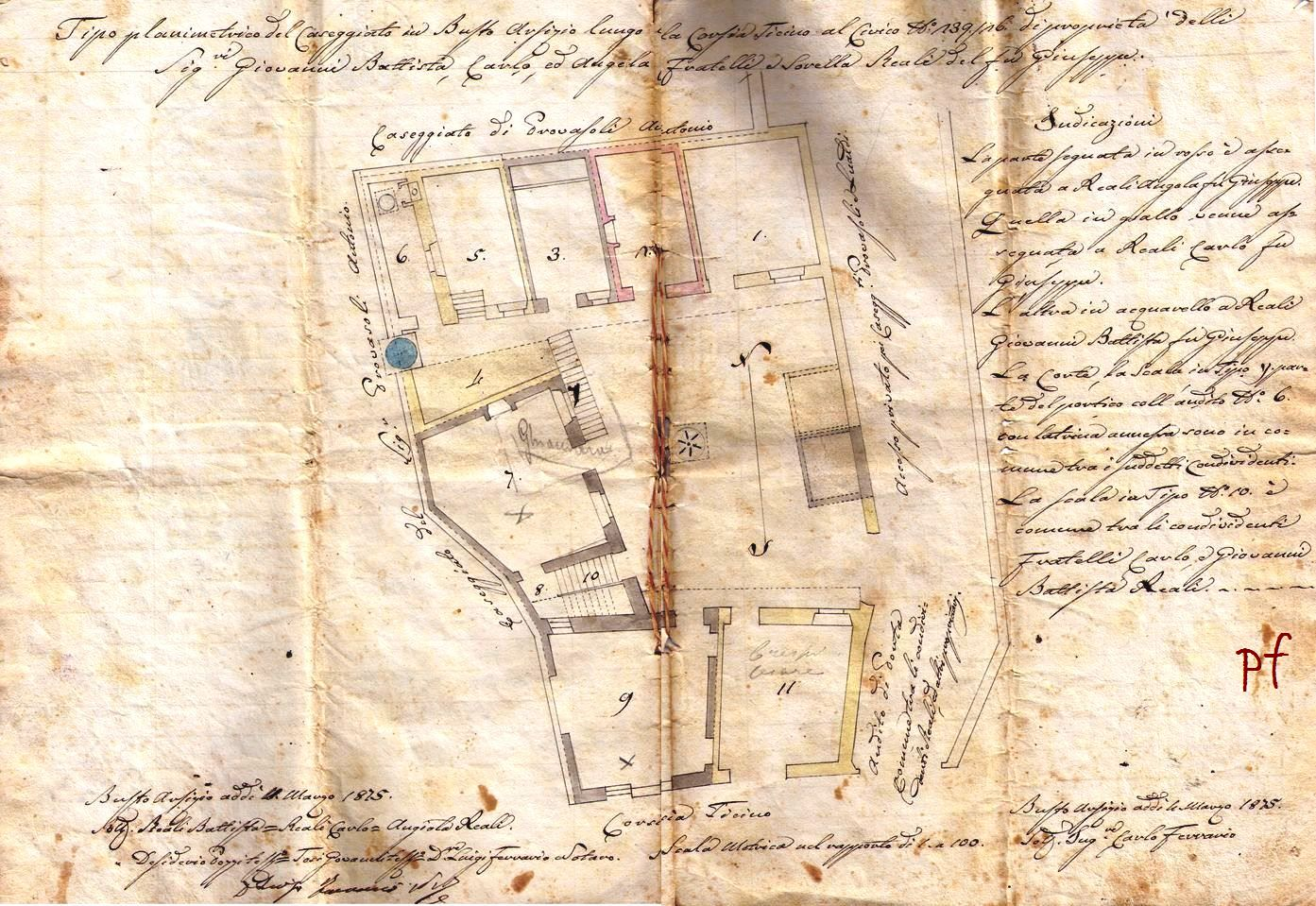
Documento di perizia di una divisione immobiliare in corsia Ticino (il nome della strada è visibile in basso, sotto la planimetria).

#### Contrada Piscina (Cuntràa Pessina)
Corrispondente all'odierna via Giacomo Matteotti (già Corsia Ticino, poi via Principessa Elena e via Ettore Muti dal 1943 al 1945), era il quartiere occidentale del borgo. Andava dal santuario di Santa Maria di Piazza all'attuale piazza Manzoni, in corrispondenza con la porta Pessina. Il nome deriva dalla vasca adibita ad abbeveratoio per gli animali che si trovava in piazza Santa Maria, la quale riceveva acqua dal torrente Tenore.

#### Contrada San Vico (Cuntràa Savìgu, oSavico, oSuico)
Era la contrada più settentrionale e deve il suo nome al fatto che durante l'epidemia di peste del 1524 fu il quartiere meno colpito dal morbo. Un'altra ipotesi vuole che Suico derivi da Summus Vico, ovvero il quartiere con la maggiore altitudine.

#### Contrada Sciornago (Cuntràa Sciornágu)
Era la contrada meridionale, dove sorge l'attuale via Giuseppe Lualdi, che dall'omonima porta a ovest del borgo fungeva da collegamento con il nucleo più antico del centro storico.

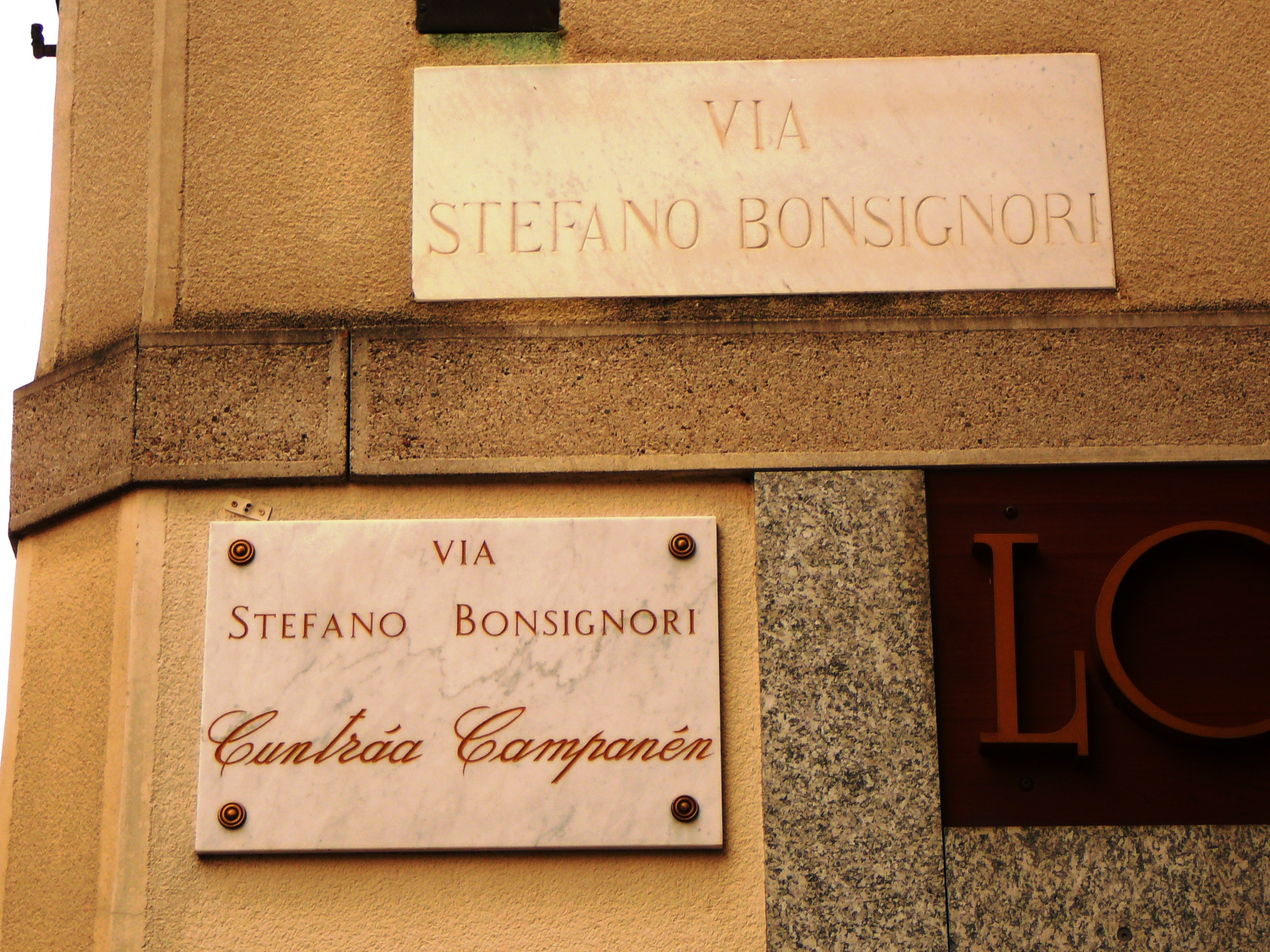
Targa recante il nome della via Stefano Bosnignori e il suo odonimo storico (Cuntràa Campanén).

### Strade e piazze

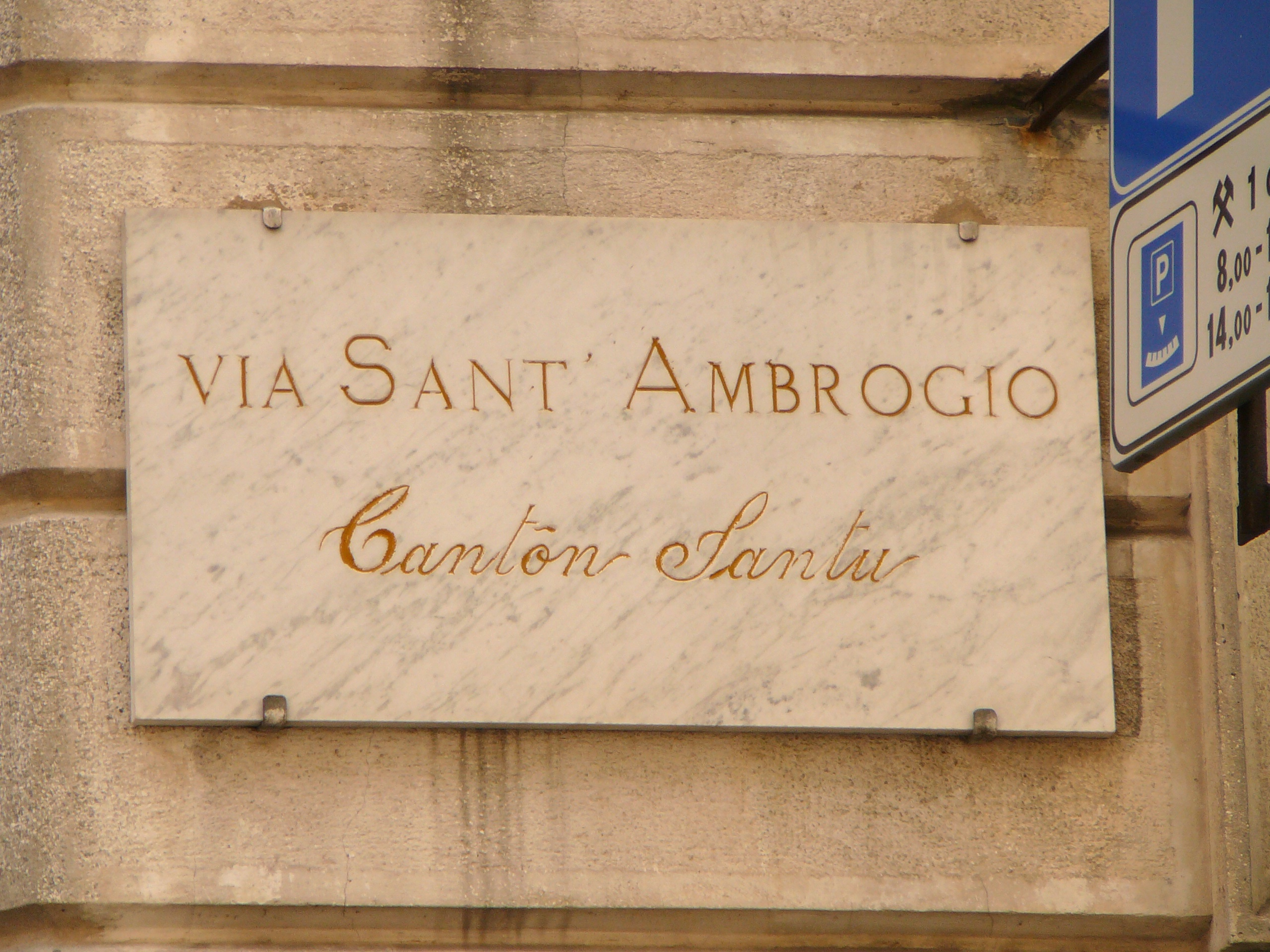
Targa recante il nome della Via Sant'Ambrogio e il suo odonimo storico (Cantòn Santu).

#### Strada di Sant'Alò
La denominazione strada comunale detta di S. Alò si trova nel Catasto del 1857 e corrisponde all'attuale via Federico Confalonieri, che dalla piazza Alessandro Manzoni corre verso ovest. In precedenza, nel Catasto Teresiano, la strada si chiamava via Vernaschela per via dell'incrocio, poi eliminato, con la strada Vernasca, mentre il nome di Sant'Alò si deve alla presenza di una cappella dedicata al santo patrono degli orefici, fabbri e maniscalchi, demolita nel 1914. L'attuale denominazione di via Federico Confalonieri risale al 1906.

#### Piazza dell'Asilo

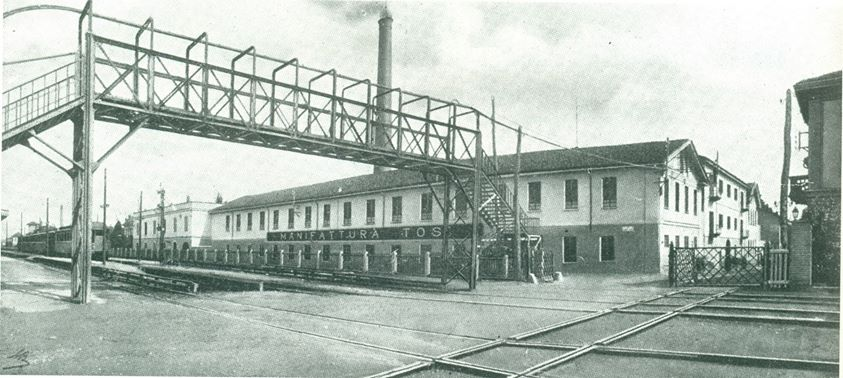
Il passaggio a livello lungo la via 20 settembre: qui si incrociavano la strà Balòn, la ferrovia Domodossola-Milano e la tranvia Milano-Gallarate.

Vedi prato di San Gregorio.

#### Strà Balòn
Già dal XIII secolo si hanno testimonianze dell'esistenza di una via de Bollono che dal prato di Porta Basilica correva fino alla cascina Cairora, in direzione dell'attuale corso Sempione. Il toponimo non appare nel Libro della decima del 1399, probabilmente perché, come riporta Pietro Antonio Crespi Castoldi, non tutte le case del borgo erano soggette alla decima, in particolare quelle situate lungo questo asse viario. Il nome di via Bollono si conserva fino al XVII secolo e proseguiva fino al Buon Gesù. Il tracciato della strada è delineato sia nel Catasto Teresiano, dove compare con il nome di via Ballone, che in quello del 1857, dove assume la denominazione di strada comunale che da Busto porta al Buon Gesù. In dialetto la strada era però chiama strà Balòn, riprendendo la più antica denominazione. La strada continuò a chiamarsi strada Ballona fino agli inizi del Novecento. Con il primo tracciato della Ferrovia Mediterranea la strada fu interessata dall'attraversamento dei binari con relativo passaggio a livello dove oggi incrocia il viale della Gloria; dal 1881 lungo la strada correva anche la tranvia Milano-Gallarate. Dal primo decennio del XXI secolo la strada assunse l'attuale denominazione di Corso XX Settembre.

#### Contrada di San Barnaba
Questo nome si trova nel catasto del 1857 per indicare l'attuale via Roma, che corre da est a ovest a sud del centro storico di Busto Arsizio, e la via San Gregorio, che dall'estremo orientale di via Roma corre verso nord fino alla via Milano. Il tracciato di questa strada si trova nel Catasto Teresiano e ricalcava l'andamento interno del fossato meridionale del borgo (che era posto lungo l'attuale via Giuseppe Mazzini. Lo storico Pietro Antonio Crespi Castoldi, parlando delle contrade minori del quartiere di Basilica (vedi contrada Basilica), riferisce che una di queste è la contrada Palearia, verosimilmente coincidente con l'attuale tracciato via Roma – via San Gregorio. La denominazione Palearia si può ricondurre alla paglia (forse a case con coperture in paglia) o a una cascina Paleata (cascina per paglia), ma potrebbe anche prendere il nome dalla famiglia De Palaris, presente a Busto nel XIV secolo. Nel XVIII secolo il canonico Petazzi riferisce di una contrada detta di Paiè, che veniva percorsa da processioni per raggiungere la chiesa di San Gregorio, probabilmente per la contrazione dialettale di Palearia in Paiè. Nel Catasto del 1857 si trova per questa strada, limitatamente al tratto corrispondente all'odierna via Roma, l'odonimo di contrada di San Barnaba e il nome, secondo Enrico Crespi, si deve a una cappella abbattuta nel 1862 che presentava una raffigurazione di San Barnaba. L'attuale denominazione di via Roma risale al tempo in cui la città capitolina divenne capitale del Regno d'Italia (20 settembre 1870).

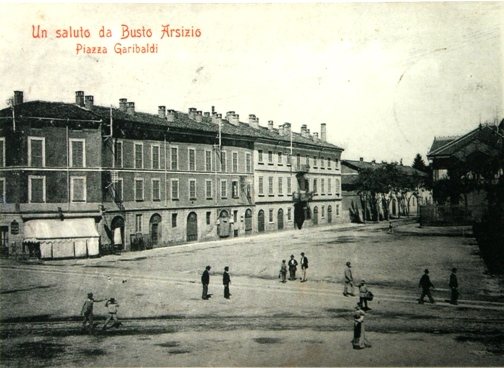
La piazza Giuseppe Garibaldi nel 1910.

#### Prato di Basilica (Pratum de Baxilica) o Prato di Porta Milano
Situato all'esterno dell'antico borgo, era parzialmente corrispondente all'attuale piazza Giuseppe Garibaldi. Deve il suo nome all'omonima contrada che qui conduceva. Già citato nel Libro della Decima del 1399, su questo prato di affacciava la porta Basilica, ingresso orientale del borgo, restaurata nel 1613 dal conte Luigi Marliani, poi nuovamente nel 1727 da Carlo Marliani e infine demolita nel 1861. Nel Catasto del 1857 la denominazione dell'area è prato di Porta Milano (infatti per questa porta di imboccava la strada che conduceva al Sempione e quindi a Milano). Alla fine del 1860, per le celebrazioni dell'impresa dei Mille, la piazza fu intitolata a Giuseppe Garibaldi.

#### Cuntràa di beché
Era la strada, ancora esistente, che da piazza Santa Maria andava verso ovest. Deve il suo nome alla presenza, nella piazza, della "beccaria", un edificio porticato adibito alla macellazione delle carni. La sua denominazione variò diverse volte nel corso del tempo: dapprima in contrada del mercato, dal 1876 via Alessandro Manzoni e dal 1905 via Felice Cavallotti, nome che ha tuttora. Dal 1939 al termine della seconda guerra mondiale assunse il nome di via Addis Abeba.

#### Strà Brüghetu(strada Brughetto)
È il nome che in passato identificava l'attuale via Luciano Manara, che dalla piazza Trento e Trieste, a sudest del centro storico, corre verso sud fino alla via Ludovico Ariosto. Presente nel Catasto Teresiano e nel Catasto del 1857 (dove la strada prende il nome di strada comunale di Brughetto), la strada collegava (e collega tuttora tramite l'odierna la via Milazzo) il centro di Busto alla cascina Brughetto.

#### Cuntràa Campanén
È la strada oggi denominata via Stefano Bonsignori; corre da via Milano (all'altezza del lato meridionale della basilica di San Giovanni Battista) a via Roma e deve il suo nome al fatto che da qualsiasi punto della strada, guardando verso nord, è ben visibile il campanile della basilica in tutta la sua altezza.

#### Strada di circonvallazione
Coincide con l'attuale via Giuseppe Mazzini ed è la strada che costeggia a sud il centro storico di Busto Arsizio, seguendo lo sviluppo meridionale del terrapieno e del fossato che erano a difesa del borgo. Chiaramente delineato nel Catasto Teresiano, in quello del 1857 assume la denominazione di strada di circonvallazione, divenuta in seguito circonvallazione di San Gregorio per la presenza, a est, della chiesa di San Gregorio Magno in Camposanto. L'attuale intitolazione a Giuseppe Mazzini risale al 1906.
Tra le strade anticamente denominate di circonvallazione c'era anche l'attuale via Andrea Zappellini, posta nella zona nordorientale dell'antico borgo. Nel Catasto Teresiano in tracciato di questa strada si presenta molto irregolare e collegava il Prato Savico alla chiesa della Beata Vergine delle Grazie. Il tracciato della via si conserva nel Catasto del 1857, dove compare l'odonimo di strada di circonvallazione, che comprendeva anche l'attuale via Alessandro Volta. Nel 1876 abbiamo la denominazione circonvallazione Re Magi (nome derivante da quello popolarmente attribuito alla Porta Savico, nome che si mantenne fino agli inizi del Novecento. Dal 1910 la strada assunse l'attuale intitolazione ad Andrea Zappellini.

#### Contrada della colombaia
Sull'attuale via Carlo Tosi, nel quartiere di San Michele, sorge tuttora una torretta, che diede il nome alla strada, appartenente alla Casa Tosi, dove in passato, come nelle analoghe strutture del territorio, venivano allevati i colombi. La denominazione di via della colombaia si conservò fino all'inizio del Novecento, ma nella toponomastica del 1910 si trova l'attuale denominazione di via Carlo Tosi.

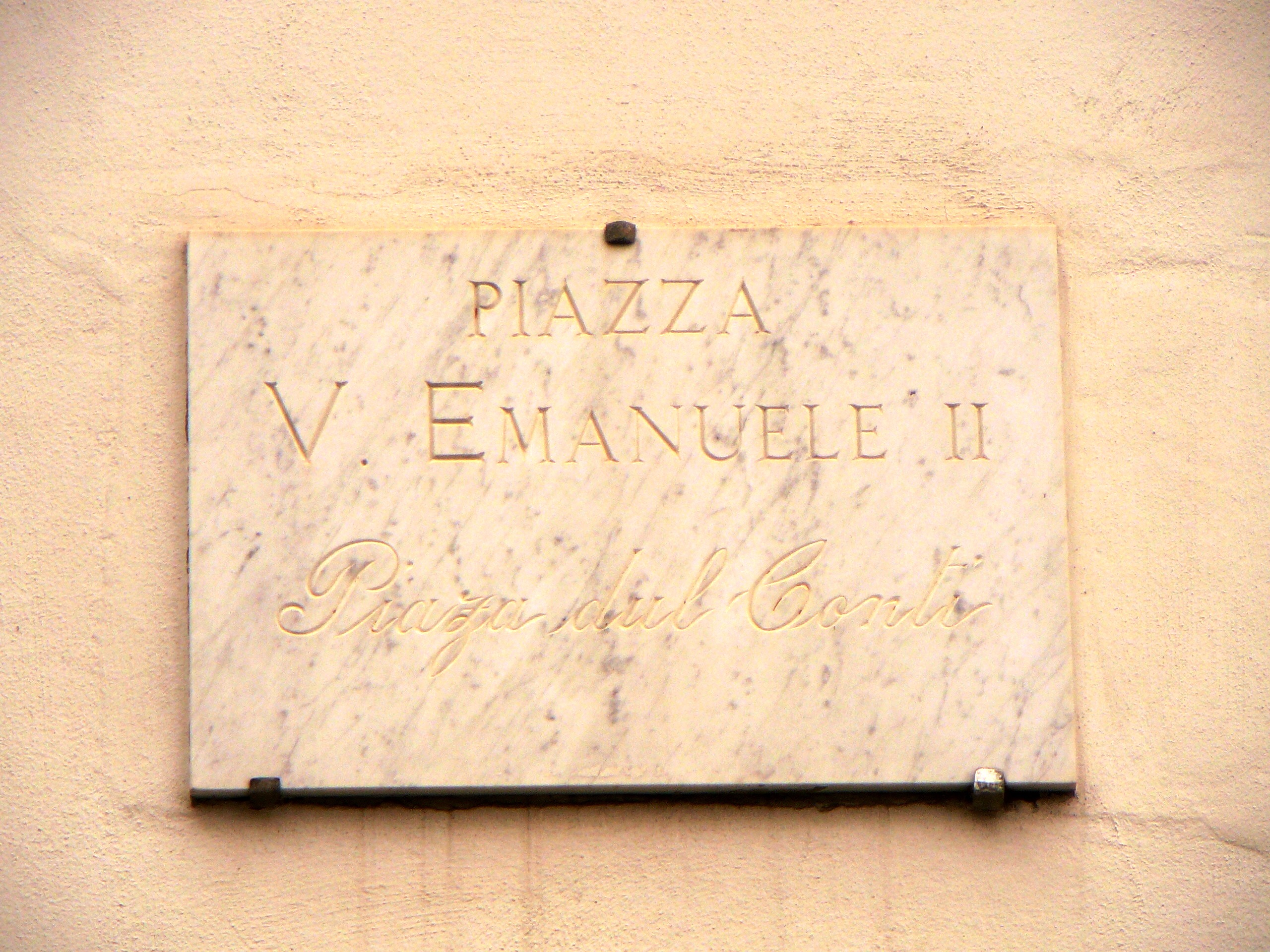
Targa recante il nome della Piazza Vittorio Emanuele II e il suo odonimo storico (Piaza dul Conti).

#### Piazza del Conte (Piaza dul Conti)
È l'attuale piazza Vittorio Emanuele II. Doveva il suo nome alla presenza dell'ancora esistente Palazzo Marliani-Cicogna che in passato era residenza dei conti di Busto Arsizio della famiglia Marliani.

#### Vicolo della costa
Era un vicolo che si apriva verso sud all'angolo sudoccidentale della piazza San Giovanni Battista, presente nel Catasto Teresiano e indicato con la denominazione vicolo della costa nel Catasto del 1857. Anche Luigi Ferrario nel 1864 riporta tale denominazione. L'intitolazione resta immutata fino agli inizi del Novecento, ma nella toponomastica del 1910 si trova la denominazione di vicolo Rauli, dal nome di un'antica famiglia bustese. Con il piano regolatore parziale del 1930 fu prevista l'apertura di una via tra piazza San Giovanni e via Ugo Foscolo, aprendo il vicolo Rauli, realizzata nel 1932 con l'odonimo di via cardinale Eugenio Tosi.

#### Contrada dietro le case
Corrisponde all'odierna via Antonio Pozzi e si ritrova nel Catasto del 1857 in quanto risultato dello spianamento del fossato e del terrapieno difensivi del borgo. Corre parallela alla contrada dei Ratti e nella seconda metà del XIX secolo era nota come via dei Giardini e si collegava alla via dell'Ospedale. L'attuale intitolazione al sacerdote Antonio Pozzi risale all'inizio del Novecento.

#### Vicolo Fassi
È l'attuale vicolo Purificazione, che dalla via San Michele, in centro, corre verso sud per circa 30 metri. Il suo tracciato si trova nel Catasto Teresiano, poi in quello del 1857 con la denominazione vicolo Fassi, cognome di una famiglia bustese che, come annota Luigi Ferrario nel 1864, aveva proprietà nel borgo, probabilmente alcune proprio nei pressi di questo vicolo.

#### Piazza della Fiera
Corrisponde all'attuale piazza Alessandro Manzoni e la sua origine risale al XVII secolo in seguito allo spianamento del terrapieno che circondava il borgo di Busto Arsizio a occidente. Sorge in corrispondenza delle porte cittadine di Sciornago e Pessina e fino al 1876 era indicata sulle carte come Prato Pessina (nel Libro della decima del 1399 era Pratum de Pessina), in continuità con l'antico nome dell'attuale attigua piazza San Michele. Il nome di piazza della Fiera, documentato dal 1876, è dato dalla presenza in questa piazza del mercato del bestiame, una vera e propria fiera soprattutto in occasione della festa di San Rocco, che si celebrava con la benedizione del bestiame presso la vicina chiesa di San Rocco. L'attuale intitolazione della piazza ad Alessandro Manzoni risale al 1906.

#### Contrada di San Filippo
Il toponimo si trova nel Catasto del 1857 per indicare il tracciato dell'attuale via Giuseppe Tettamanti, che dalla piazza San Giovanni Battista va verso nord, già presente anche nel Catasto Teresiano. Tra il 1749 e il 1751 fu abbattuta la canonica di San Giovanni e al suo posto fu edificato il battistero di San Filippo Neri, che diede il nome alla contrada. Nei primi del Novecento si trova per questa strada l'odonimo di via Prepositurale, ma già nel 1910 compare l'attuale denominazione di via monsignor Giuseppe Tettamanti.

#### Contrada della Finanza (Cuntràa daa Finanza)
Corrispondente all'odierna via Camillo Benso Conte di Cavour, congiungente i lati meridionali delle piazze Santa Maria e San Giovanni, era così denominata per la presenza dell'ufficio tasse e rendite sotto gli austriaci. L'attuale denominazione comparve agli inizi del XX secolo.

#### Prà Furnè
Vedi prato di San Gregorio.

#### Strà Garlasca(oGalarasca)
Era la strada che collegava Busto Arsizio ad Arnate (oggi quartiere di Gallarate), corrispondente all'attuale via Gioacchino Rossini e alla sua prosecuzione di via Gaetano Donizetti, che si immette nella piazza Alessandro Manzoni, insieme alla via Quintino Sella, in corrispondenza della chiesa della Madonna in Prato. Il nome Garlasca si trova già nel 1399 nel Libro della Decima e ritorna anche nel Catasto del 1857. Nella topografia della fine del XIX secolo si trova il nome di strada vicinale Galarasca, mentre dall'inizio del XX secolo compaiono le attuali denominazioni di via Gaetano Donizetti, per il primo breve tratto nei pressi del centro storico, e via Gioaccino Rossini. La strada era in continuità con la via Sachonasca.

#### Strà Garotola
È l'antico odonimo dell'odierna via Goffredo Mameli che oggi congiunge la piazza Giuseppe Garibaldi alla stazione di Busto Arsizio. Il nome Strà Garotola si ritrova fino agli anni 1920 e deriva dalla parola garro, ovvero "greto sassoso del fiume". Era la strada che dal prato di Porta Basilica conduceva alle rive del fiume Olona, precisamente al mulino omonimo (dove durante la peste venivano purgati i panni dei malati). Dopo l'edificazione della citata stazione, questo fu il principale asse di espansione della città.

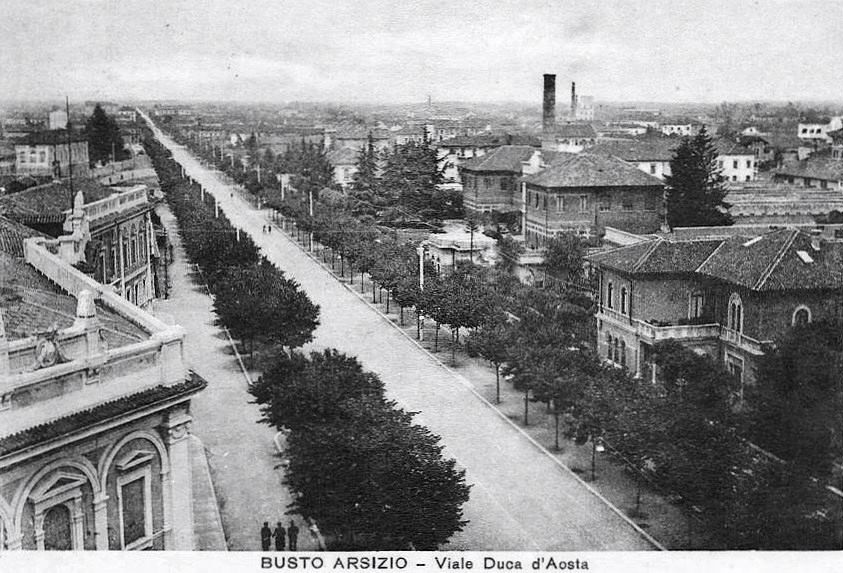
Il viale della Gloria negli anni 1940.

#### Viale della Gloria
Questo era il nome del viale che oggi collega la zona dei Cinque Ponti alla zona nordoccidentale del comune di Castellanza. Fin dal 1860 il tracciato del viale della Gloria era occupato dalla sede dei binari della ferrovia Domodossola-Milano e dalla vecchia stazione, oggi demolita.

#### Piazza Grande
È l'attuale piazza Carlo Noè, su cui affaccia il lato meridionale della chiesa vecchia dei Santi Apostoli Pietro e Paolo di Sacconago. Il nome di Piazza Grande si trova nel 1857, quando Sacconago era comune autonomo e questa piazza era appunto la più grande del centro abitato (la nuova chiesa fu inaugurata nel 1932). Nel primo decennio del Novecento la piazza fu intitolata a Vittorio Emanuele II, ma nel 1931, tre anni dopo l'annessione di Sacconago a Busto Arsizio, per evitare l'omonimia con la vecchia piazza del Conte nel centro di Busto, l'odonimo divenne piazza Umberto Biancamano, capostipite dei Savoia. Nel 1944 assunse l'attuale denominazione di piazza Carlo Noè.
Piazza Grande era anche l'antico toponimo nel Catasto del 1857 dell'attuale piazza Pietro Toselli nel centro di Borsano, oggi quartiere di Busto Arsizio, ma comune autonomo fino al 1928. Come per l'omonima piazza di Sacconago, nel 1931 la piazza, precedentemente intitolata a Vittorio Emanuele II, fu dedicata a Emanuele Filiberto. L'attuale denominazione è del 1944.

#### Prato di San Gregorio
Era il nome dato allo spiazzo antistante la chiesa di San Gregorio Magno in Camposanto che occupava la parte sudoccidentale dell'attuale piazza Trento e Trieste, esterna all'estremità sudorientale delle antiche fortificazioni. Questo spiazzo era presente nel Catasto Teresiano, mentre la restante parte della piazza Trento e Trieste era occupata da campi. Nel Catasto del 1857 si delinea l'attuale assetto, con l'intera piazza già fronteggiato da immobili; Luigi Ferrario ne riporta la denominazione di piazza di San Gregorio. La fabbriceria di San Giovanni aveva intanto acquistato un terreno della cassina Scerina presso la chiesa di San Gregorio e iniziò la realizzazione di un oratorio e l'apertura di un asilo intitolato a Sant'Anna con l'ingresso affacciato sul prato di San Gregorio, che iniziò la sua attività nel 1860. Tra il 1859 e il 1861 l'attuale piazza Trento e Trieste fu intitolata a Camillo Benso conte di Cavour, nome che rimase fino al 1896, quando a Cavour fu intitolata una via del centro storico. Indipendentemente dalla toponomastica ufficiale, almeno dal 1860 la piazza veniva comunemente indicata come piazza dell'Asilo, persistendo questa denominazione fino agli inizi del Novecento. Nel 1909 la piazza assunse l'attuale denominazione di piazza Trento e Trieste. Carlo Azimonti riferisce un'altra denominazione popolare della piazza, ovvero prà Furnè, che si spiega con la presenza sulla piazza del forno del Cantoni in Prà Asìli.

#### Strada in Longù
Era una strada situata a ovest di Sacconago e collegava questo borgo a Ferno e Lonate Pozzolo. Deve il suo nome al termine latino longorius, ovvero "lungo palo", in quanto probabilmente attraversava dei boschi i cui alberi venivano utilizzati per la produzione di pali. L'odonimo si ritrova ancora negli attuali stradari, per un breve tratto dell'antica strada ancora esistente.

#### Vicolo Lupi
Questo vicolo deve il suo nome alla famiglia De Lupis, la cui presenza è attestata a Busto Arsizio dal XIII secolo. In seguito alcuni rami della famiglia volgarizzarono il cognome con Lualdi. La strada assunse l'attuale denominazione di vicolo Clerici dopo il XIX secolo (è ancora citato come vicolo Lupi nel Catasto del 1857).

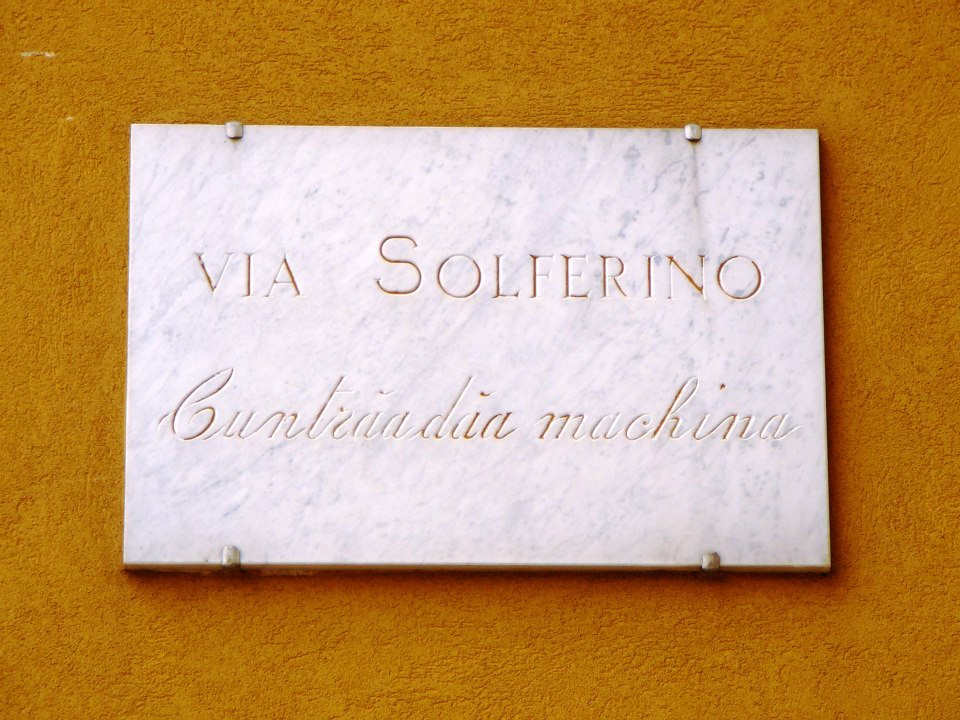
Targa recante il nome della via Solferino e il suo odonimo storico (Cuntràa dàa machina).

#### Contrada della macchina (Cuntràa dàa machina)
Corrispondente all'attuale via Solferino, che collega via Montebello e piazza San Giovanni, fu così denominata nel 1857 dai topografi incaricati di rilevare il centro di Busto Arsizio per la realizzazione del nuovo Catasto. La scelta di tale nome deriva dalla presenza di una macchina idraulica, voluta dall'amministrazione comunale intorno al 1750 come contrasto al rischio di incendi (particolarmente frequenti a causa della grande presenza di edifici in legno e di materiali infiammabili come il cotone e le granaglie e di difficile spegnimento per via dell'aridità del terreno e della grande profondità dei pozzi). Questa macchina, ad azionamento manuale e, forse, successivamente a vapore, che era collocata in uno degli edifici che affacciavano su questa strada, perse la sua utilità nel 1897, quando fu inaugurato il nuovo acquedotto comunale progettato da Eugenio Villoresi.

#### Contrada del mangano (Cuntràa dul màngan)
Era la strada corrispondente all'attuale via Paolo Camillo Marliani, che collega la piazza Vittorio Emanuele II alla via Montebello. Il mangano, da cui prende il nome, era la macchina utilizzata per cilindrare e pressare i tessuti.

#### Vicolo Marchesi
È l'attuale vicolo Gambarana, nella zona sudoccidentale del centro storico. Il tracciato è presente nel Catasto Teresiano e la denominazione di vicolo Marchesi si ritrova nel Catasto del 1857: deriva dai Marchesi, che nel XVIII secolo ricoprivano cariche comunali ed ecclesiastiche a Busto Arsizio. L'attuale intitolazione a Giuseppe Gambarana di Pavia, ultimo feudatario di Busto succeduto a Camillo Marliani nel 1780, si trova nelle carte topografiche del 1910. Oggi il tracciato originale è scomparso, rimpiazzato da parcheggi, ma l'odonimo si è conservato nella strada che delimita a sud ed est l'area di sosta.

#### Via per Olzate
Era deviazione della Strà Garotola in corrispondenza dell'attuale via Carlo Pisacane e, come si intuisce dal nome, conduceva a Olgiate Olona (Olzate). Il suo tracciato è ancora riconoscibile, oltre che in via Pisacane, nelle vie Genova e Olgiate Olona, oggi non contigue alla prima a causa della deviazione della ferrovia Domodossola-Milano degli anni 1920.

#### Prato Pessina (poi Prato di San Michele)
Terreno incolto all'esterno dell'antico borgo, dove oggi si trova la piazza San Michele. Come per la Contrada Pessina, il nome deriva dalla vasca adibita ad abbeveratorio per gli animali che si trovava in piazza Santa Maria. Di questo toponimo rimane traccia nel nome della chiesa della Madonna in Prato, edificio religioso che fu realizzato nei pressi del detto prato.

#### Strada comunale detta Pobbia
Coincideva approssimativamente all'attuale via Arnaldo da Brescia, realizzata in seguito al Piano Regolatore del 1911 che prevedeva la realizzazione del nuovo ospedale nella zona settentrionale di Busto Arsizio. L'antico odonimo si ritrova nel Catasto del 1857 e deve la sua origine al toponimo Pobega, già presente nel Libro della Decima del 1399, che deriva dalla parola lombarda pobia, ovvero "pioppo". Negli anni 1930 è stata assegnata l'attuale denominazione.

#### Contrada dei Prandoni
Il tracciato di questa strada, già presente nel Catasto Teresiano, corrisponde all'odierna via XXII Marzo, tra la via Giacomo Matteotti e il corso Europa, nel centro storico. Nel Catasto del 1857 si trova l'odonimo contrada dei Prandoni, confermato da Luigi Ferrario nel 1864 e conservatosi fino all'inizio del XX secolo. Il nome deriva dalla famiglia Prandoni (De Prandonis), di origine milanese e rintracciabile a Busto Arsizio intorno al XVI secolo. Da questa strada, che dal 1906 assunse l'attuale denominazione di via XXII Marzo, si originava il vicolo Provasoli, divenuto proprietà privata del Cinema Oscar nel 1955.

#### Via Raconasca
Vedi via Vernasca.

#### Stradone Tosi
È una breve strada che costeggia la Villa Ottolini-Tovaglieri, al limite nordovest dell'antico borgo. La via è presente nel Catasto Teresiano e nel Catasto del 1857 ha la denominazione di stradone Tosi in quanto si immette in via San Michele all'altezza della Casa Tosi. Dal 1906 la sua denominazione è passata a via Madonna del Monte per un richiamo al Sacro Monte di Varese e con delibera del Consiglio comunale del 26 giugno 1964 il nome è diventato via Emilio Parona.

#### Contrada Palearia (poi contrada Paiè)
Vedi contrada di San Barnaba.

#### Piazza Pretura Vecchia
Corrisponde all'attuale incrocio delle vie Roma e Bramante e mantenne la denominazione di piazza della Pretura Vecchia fino al 1910, quando gli Uffici della Pretura si trasferirono presso il Palazzo Marliani-Cicogna, e la piazza divenne piazza Bramante, nome che rimane della via che va dalla piazza Santa Maria alla via Roma.

#### Strada alla cascina Provasoli
Corrisponde all'odierna via Goito, che dalla parte nord della piazza Alessandro Manzoni, appena fuori da centro storico, corre in direzione ovest. Con il tracciato già presente nel Catasto Teresiano, questa strada campestre compare con il nome di strada consorziale alla cascina Provasoli nel Catasto del 1857. Successivamente assunse la denominazione di strada della marchesina, dall'omonima cascina che si ritrova elencata da Luigi Ferrario nel 1864. Nel 1906 si ritrova l'attuale odonimo di via Goito.

#### Contrada dei Ratti
Il suo tracciato è oggi ricalcato dalle vie Giosuè Carducci e Giovanni Battista Bossi, a nordest della basilica di San Giovanni Battista. La contrada dei Ratti è ricordata nel XVII secolo da Pietro Antonio Crespi Castoldi e si ritrova nel Catasto Teresiano. Il suo sviluppo stradale si riscontra ancora nel Catasto del 1857. Con l'edificazione delle scuole Carducci (1899-1907), la strada fu denominata via delle scuole, diventando via Gaudenzio Ferrari prima del 1910. Negli anni 1920 la strada assunse le attuali denominazioni di via Giosuè Carducci e via Giovanni Battista Bossi. L'antico odonimo deriva probabilmente dal fatto che la zona era posta a settentrione del borgo e forse perché in questo punto il terrapieno difensivo, posto circa 50 metri più a nord, era più alto rispetto ad altre zone del perimetro dell'abitato (da "ratto", aggettivo che in italiano arcaico significa ripido, scosceso).

#### Vicolo Reguzzoni
Corrispondente all'odierno vicolo Crocefisso, e presente come percorso nel Catasto Teresiano, si ritrova il nome di vicolo Reguzzoni nel Catasto del 1857. Lo si può imboccare dalla via San Michele, nel centro storico di Busto Arsizio e oggi conduce a un parcheggio al cui altro estremo si trova il vicolo San Carlo Borromeo. Il nome deriva da quello della famiglia Regizonus (Reguzzoni), ricca famiglia di Busto Arsizio già dal XIV secolo. Per tutto il XIX secolo la strada mantenne l'antico nome, ma nel 1906 si ritrova quello attuale di via Crocefisso, derivante probabilmente da un affresco raffigurante la Crocifissione di Gesù posta nel breve tracciato e oggi scomparso.

#### Contrada del Riale (o Reale o delle Monache)
L'attuale via Bambaia, sita a pochi metri a sud della piazza Santa Maria, corrisponde a una parte del tracciato dell'antica Contrada del Riale, come visibile nel Catasto del 1857. Il nome di Riale si ritrova citato nel 1864 dal cronista Luigi Ferrario, mentre nel catasto è presente come Reale, che potrebbe essere un'errata trascrizione. Il nome deriva dalla parola dialettale Riáa (ruscello, come dimostra anche la variante del nome del torrente Rile che scorre a nord di Busto Arsizio) in quanto per questa via scorrevano le acque di esondazione della piscina posta in piazza Santa Maria prima della sua copertura nel 1631. La denominazione popolare della strada era invece Contrada delle Monache per la presenza di un monastero delle monache agostiniane. Nel 1910 la strada ottenne l'attuale denominazione e dopo il 1930, in seguito all'apertura della via Bramante, fu ridotta al solo tratto terminale che congiunge le vie Bramante e Roma.

#### Contrada San Rocco (poi corsia di Porta Novara, poi via Novara)
Il suo tracciato corrisponde all'odierna via Giuseppe Lualdi, che dalla piazza Alessandro Manzoni si collega alle via Carlo Porta e Felice Cavallotti per poi immettersi in piazza Santa Maria. Queste tre strade costituivano in precedenza la Contrada Sciornago. Il nome di contrada San Rocco compare nel XVII secolo per la presenza della chiesa di San Rocco. Questa denominazione si ritrova nel Catasto del 1857, mentre Luigi Ferrario nel 1864 la chiama corsia di Porta Novara detta Sciornago (la porta Novara, precedentemente denominata porta Sciornago, si trovava dove oggi la strada incrocia la piazza Manzoni). All'inizio del XX secolo passò al nome di via Novara, ma nella topografia del 1903 ha già l'attuale nome di via Giuseppe Lualdi. Oltre alla chiesa di San Rocco, qui sorge la casa Bossi.

#### Via Roncora
Questa via corrisponde fedelmente all'odierno tracciato della via Vespri Siciliani, che dal centro di Busto va a ovest fino alla Veroncora. La strada è già citata nel Libro della decima del 1399 e si ritrova nel Catasto Teresiano e in quello del 1857 con il nome di strada consorziale detta alla Madonna in Veroncora, dalla chiesa di Madonna in Veroncora posta al limite occidentale del tracciato della strada. Intorno al 1920 compare la denominazione attuale di via Vespri Siciliani.

#### Via Sachonasca(poivia de Saconagoevia Sainasca)
Corrispondente all'attuale via Magenta, è la strada che collega il centro di Busto Arsizio ai quartieri di Sacconago (da cui deriva il nome) e Borsano, in passato comuni autonomi, ed era la prosecuzione della Strà Garlasca (le attuali vie Donizetti e Rossini). La strada è documentata già nel XIV secolo e mantenne la sua denominazione fino al XVII secolo. Il tracciato si ritrova nel Catasto Teresiano e nel Catasto del 1857 ha la denominazione di strada comunale detta per Sacconago. L'attuale denominazione di via Magenta compare già alla fine del XIX secolo limitatamente al primo tratto fino all'allora passaggio a livello all'intersezione con la Ferrovia Novara-Seregno, ma prima del 1930 si estese a tutto il tracciato. L'odonimo di via Magenta è dato dal fatto che percorrendo la strada verso sud è possibile raggiungere Dairago, Arconate, Inveruno e quindi Magenta.

#### Via Samariti(o via Sammarita)
Il suo tracciato corrisponde alle attuali vie Mentana e Luigi Maino, che dalla piazza Cristoforo Colombo (Prato Savico) corrono verso nord fino al corso Italia, davanti all'ospedale. Il termine sammariti, che compare come nome della strada nel Libro della decima del 1399, è la contrazione dialettale di "Santa Maria": è dunque probabile che la strada prendesse il nome dal santuario di Santa Maria di Piazza, raggiungibile da Prato Savico percorrendo l'attuale via Montebello, naturale prosecuzione della via Samariti. Nel Catasto del 1857 si trova la denominazione strada detta Sammarita, ma già alla fine del XIX secolo la strada assunse l'attuale denominazione di via Mentana (successivamente, nel 1927, la parte della strada che dall'ospedale va alla piazza 25 aprile assunse l'attuale denominazione di via Luigi Maino).

#### Via dei sassi
Questa strada era situata all'esterno dell'antico borgo e conduceva, andando verso nord, alla strada del Sempione. L'odonimo sopravvive ancora nel tratto più settentrionale della strada, che va dal Sempione all'odierno viale Stelvio, mentre il tratto più meridionale coincide con le attuali via Marmolada e via Luigi Galvani. Il nome è dovuto al fatto che dove sorgeva la strada scorreva la deviazione, approntata nel XVI secolo, del torrente Tenore che, una volta asciugatosi per mancanza d'acqua, lasciò un sedime sassoso che venne utilizzato come strada.

#### Stradaad senterium
Il tracciato di questa strada, già citata con il nome ad senterium nel Libro della decima del 1399, corrisponde, per la sua parte meridionale, all'odierna via Salvator Rosa, che dalla via Vespri Siciliani (all'epoca via Roncora), corre verso nordovest, tenendo un percorso mediano tra questa e la strà Garlasca. Nel XVII secolo si mantiene il toponimo di sentiero ed è citato da Pietro Antonio Crespi Castoldi. Presente nel Catasto Teresiano, in quello del 1857 ha la denominazione di strada comunale detta dei sentieri che da Busto Arsizio mette a Verghera, popolarmente detta santé d'á Verghera (Verghera è oggi un quartiere del comune di Samarate). Dal 1920 il tratto meridionale della strada assunse l'attuale denominazione di via Salvator Rosa, mentre più tardi il tratto settentrionale, che va fino al confine nei boschi di Verghera, fu denominato via Tommaso Rodari.

#### Strada Strapera
Il suo tracciato, corrispondente all'attuale via Luigi Settembrini a sud di Sacconago, era già delineato nel Catasto Teresiano e nel Catasto del 1857 ha la denominazione di strada comunale della strapera. Questo termine indica un terreno di brughiera poco fertile e a sud di questa strada esisteva nell'Ottocento anche una cascina Strapera; il termine deriva da sterpera, ovvero "sito di sterpi". Nel 1910 il primo tratto (quello settentrionale) della via fu denominato via Alessandro Manzoni e il successivo tratto divenne strada vicinale detta strapera gesiolo per la presenza di un riferimento religioso presso il tracciato, ma anche per distinguerlo da un'altra via Strapera, posta poco più a nord e che conserva il toponimo ancora oggi. La denominazione di via Luigi Settembrini per entrambi i tratti risale a una deliberazione del commissario prefettizio del 1931.

#### Strada Polenta
Il suo tracciato corrisponde a quello dell'odierna via Spluga, che congiunge la via Quintino Sella e il viale Stelvio tra i quartieri di San Giuseppe e Beata Giuliana, a nord rispetto al centro cittadino, per poi piegare a ovest sull'attuale via Aprica. Questo tracciato è presente nel Catasto Teresiano e in quello del 1857. Fino ai primi decenni del XX secolo la via era denominata strada vicinale detta polenta, termine che, vista l'antichità della strada campestre, è da considerare un'assonanza del toponimo presente dal XII secolo nel territorio bustese porenca o polenca, molto diffuso in area lombarda e derivato dal nome proprio Pollencus.

#### Via Vernasca
È la strada che dal Prato Pessina andava verso ovest in direzione Samarate. Il suo primo tratto corrisponde alle attuali vie Silvio Pellico e Rimembranze, che collegano il centro al cimitero monumentale di Busto Arsizio, e proseguiva poi lungo l'attuale via Lonate Pozzolo. Nel Libro della decima del 1399 era citata come la Raconasca, probabilmente a causa del fatto che a ovest, fuori dal territorio di Busto, incorcia la strada che porta da Gallarate ad Arconate e poi verso Inveruno e Magenta (Arconate per metatesi diventa Raconate). Nel XVII secolo compare la denominazione via Vernasca, probabilmente per la prevalenza del toponimo di Inveruno in luogo di Arconate (dal toponimo latino Everunum → Everuno e l'aggettivo Everunasca, contratto poi in Vernasca). Nel Catasto del 1857 la strada presenta il nome di via Lonate Pozzolo (che ancora mantiene per il tratto che va dal cimitero al confine orientale di Busto Arsizio). L'attuale intitolazione a Silvio Pellico del primo tratto risale all'inizio del XX secolo e dal 1927 questa denominazione viene limitata al solo tratto occidentale, mentre quello orientale fino al cimitero è diventato viale Rimembranze.

#### Strada vicinale del Viazzone
Corrisponde alle attuali vie Bizzozzero e Forlanini che, nei pressi dell'ospedale, collegano le vie Quintino Sella e Arnaldo da Brescia. Si ritrova nel Catasto del 1857.

#### Prato San Vico (o Prato Savico oPrà dei Remagi, poiPrà d'a pesa)
Corrisponde all'attuale piazza Cristoforo Colombo e si trova appena fuori dall'antico terrapieno difensivo a nord del centro storico di Busto Arsizio, dove sorgeva l'omonima porta cittadina. Popolarmente era anche conosciuto come Prà dei Remagi, per una leggenda legata proprio alla porta che qui sorgeva, ricordata in un altorilievo, qui posto nel 1997, che raffigura i Magi. Il nome cambiò poi in Prà d'a pesa (prato della pesa) fino al 1901, quando assunse l'attuale denominazione di piazza Cristoforo Colombo. Ancora oggi la piazza è conosciuta da alcuni come piazza della pesa vecchia, nome che rimane in una trattoria che qui si affaccia.

### Altri toponimi scomparsi

#### Selva lunga (Selva longa)
Si trattava di un'area boscosa posta tra Busto Arsizio e la vicina Gallarate attraversata dall'odierno corso Sempione. Luigi Ferrario riporta di un processo svoltosi il 5 novembre 1620 intentato dal vicario del Seprio nei confronti dei proprietari di questi terreni, i quali non avevano rispettato l'ordine imposto dal Consiglio segreto del borgo di ripulire la zona per limitare i non rari assassini e rapine.

## Attuali toponimi

### Strade e piazze

#### Via Sant'Ambrogio (precedentementeCantòn Santu)
Si trova nel centro storico, a pochi passi dalla centralissima piazza Santa Maria. È una traversa di via Bramante che prende il nome dalla cappella di Sant'Ambrogio in Canton Santo, edificio che qui sorgeva fino agli anni 1930, quando fu demolita per rettificare la stessa via Bramante.

#### Via Baraggioli
La strada si trova nella zona sud del quartiere di Sacconago, un tempo comune autonomo. Fa parte dell'antica strada comunale detta la vecchia per Borsano, già presente nel Catasto Teresiano. Deve il suo nome alla parola dialettale baragia che significa "terreno arido".

#### Via Bellingera
Situata a est, appena fuori dal centro storico, questa strada deve il nome alla famiglia dei Bellingeri, possessori della cascina Bellingera Marinoni sita, fino agli inizi del XX secolo, lungo questa via.

#### Via Bonsignora
Questa strada si ritrova già nel Catasto Teresiano, mentre in quello del 1857 è chiamata strada consorziale detta alla Bonsignora. Deve il suo nome alla famiglia Bonsignori, presente a Busto Arsizio già nel XIV secolo e probabilmente questa era originariamente una strada poderale, vista la presenza lungo il suo tracciato delle cascine Bonsignori e Bonsciora, oggi scomparse.

#### Vicolo San Carlo Borromeo (già vicolo Provasoli)
È un vicolo chiuso (che oggi conduce tramite un passaggio pedonale a un parcheggio) che si apre dalla via Giacomo Matteotti. Il tracciato del vicolo era presente nel Catasto Teresiano e si ritrova anche nel Catasto del 1857 con il nome di vicolo San Carlo. Il cronista Luigi Ferrario nel 1864 lo cita come via Provasoli. Con un riordino toponomastico nel 1910 in direzione religiosa dopo l'erezione della chiesa di San Michele a parrocchia, tornò ad assumere il nome di San Carlo. Nel 1941, per evitare problemi di omonimia con la via San Carlo di Sacconago, la strada divenne vicolo San Carlo Borromeo. Qui, dal XVII secolo sorge un'edicola votiva dedicata al santo.

#### Vicolo Borsa (già vicolo del colonnello)
Questo vicolo, che parte dalla via Montebello poco a nord rispetto alla piazza Santa Maria, si trova nel Catasto Teresiano, mentre nel Catasto del 1857 assume la denominazione di vicolo del colonnello, probabilmente per la presenza della residenza di un ufficiale. Nel 1910 assunse l'attuale denominazione di vicolo Borsa derivante dalla famiglia Borsa, una delle più antiche di Busto Arsizio, presente nel borgo già dal XIII secolo.

#### Via del Bosco
Situata a sudest rispetto al centro storico, termina al confine con il comune di Castellanza e l'attuale tracciato rispecchia quello visibile nel Catasto Teresiano. L'odonimo risale al 1931, ma probabilmente ricalca la precedente denominazione popolare Boschessa, che dà anche il nome al rione. Tale nome deriva dalla zona boschiva che attraversava: nel 1883 è accertata la presenza di una cascina, non più esistente, denominata cascina del bosco sul prolungamento della strada nel comune di Castellanza.

#### Via Ca' Bianca
È la strada che da Castellanza, passando davanti allo stadio Carlo Speroni, arriva fino alla deviazione della ferrovia Domodossola-Milano, realizzata nel 1924, che ne spezzò il tracciato in due parti (di cui quella verso il centro di Busto Arsizio, dopo la dismissione del passaggio a livello, è oggi una strada privata). Il suo nome deriva dalla presenza lungo la via di una cascina, visibile nel catasto del 1857 e oggi scomparsa, con le pareti esterne imbiancate in calce.

#### Vicolo Carlinetti
È un vicolo non asfaltato che si apre, in pieno centro storico, dalla via Giacomo Mattetotti. Il suo nome deriva dal soprannome dato a un ramo della famiglia Tosi di Busto Arsizio. Nel Catasto del 1857 il nome della stradina era vicolo Tosi, ma nel 1941, per evitare omonimie con le vie Carlo Tosi e Cardinale Eugenio Tosi, l'odonimo fu cambiato in vicolo Carlinetti.

#### Via delle Caserme
Corre dalla via Giacomo Matteotti al corso Europa, in centro storico. Il tracciato è presente nel Catasto Teresiano e nel Catasto del 1857 compare con il nome di vicolo delle Caserme, nome che mantenne fino al 1959 quando, in seguito a uno sventramento, il vicolo divenne via delle Caserme. In Storia della peste avvenuta nel Borgo di Busto Arsizio 1630 l'autore afferma che, agli inizi dell'ondata di peste che colpì Busto Arsizio nel 1630, gli infetti venissero mandati alle case herme, alloggi per militari di passaggio nel borgo che probabilmente sorgevano nei pressi di questa strada.

#### Via del Chisso
Il toponimo si trova già nel Libro della decima del 1399 nella forma latina in clauxo e questa denominazione si mantiene fino al XVII secolo. Nel Catasto del 1857 il nome si trasforma in strada consorziale detta in Chiosso. Il nome è una volgarizzazione del tardo medievale hortus clausus, che indicava una piccola area coltivata a uso familiare cintata da una siepe o una palizzata. La strada si trova a sudovest rispetto al centro storico, nei pressi del cimitero monumentale di Busto Arsizio.

#### Via Comalone
Questo odonimo si ritrova oggi a nordest di Busto Arsizio, in una zona di campi, ma in passato questo nome era dato anche alle attuali vie Fratelli Cervi e Varese, che dal centro storico conducono verso ovest. Della via Comalone si ha testimonianza già nel Libro della decima del 1399, dove è indicata come in Capite Maloni, probabilmente derivante dal nome del proprietario o del conduttore dei terreni circostanti. Nel 1929 il tratto più orientale della via, dal centro fino all'incrocio con la via Corbetta, fu denominato via Varese, ma nel 1975 il tratto più occidentale della via Varese assunse la denominazione di via fratelli Cervi.

#### Via Daniele Crespi
Questa strada, intitolata al pittore bustocco Daniele Crespi, collega le piazze Garibaldi e Trento e Trieste. Già presente nel Catasto Teresiano, era l'allungamento verso sud del Prato Basilica (oggi piazza Garibaldi) all'esterno delle fortificazioni dell'antico borgo. Corre parallela a quella che era la contrada San Gregorio e fino al 1860 non aveva un nome documentato (non si trova né nel Catasto del 1857 né negli scritti di Luigi Ferrario. Quando nel 1860 fu aperto l'asilo infantile di carità "Sant'Anna" nell'odierna piazza Trento e Trieste, la strada assunse la denominazione di via all'asilo infantile, che mantenne fino ai primi anni del XX secolo (nel 1907 la strada aveva già l'attuale denominazione). Dopo la realizzazione dell'asilo, nel 1862 per dare spazio alla strada fu demolita un'edicola votiva intitolata alla Madonna, che dopo due anni fu ricostruita l'edicola di Santa Maria Nascente all'imbocco della via Daniele Crespi da piazza Trento e Trieste.

#### Via Santa Croce
Sita in pieno centro storico, perpendicolare alla via Sant'Antonio che collega le piazze Santa Maria e San Giovanni, il tracciato di questa strada era già presente nel Catasto Teresiano e si ritrova nel Catasto del 1857 con la denominazione di via Santa Croce. L'odonimo è dovuto all'esistenza di una chiesa intitolata appunto alla Croce eretta nella seconda metà del XV secolo, accanto alla quale si trovava la sede della Confraternita dei Disciplini. Nel XVIII secolo la confraternita fu soppressa e nel XX secolo iniziò la decadenza della chiesa. Ridotta prima a caserma e poi acquisita da privati, nel 1971 ne iniziò l'abbattimento e nel 1973 la parte restante dell'edificio religioso crollò definitivamente.

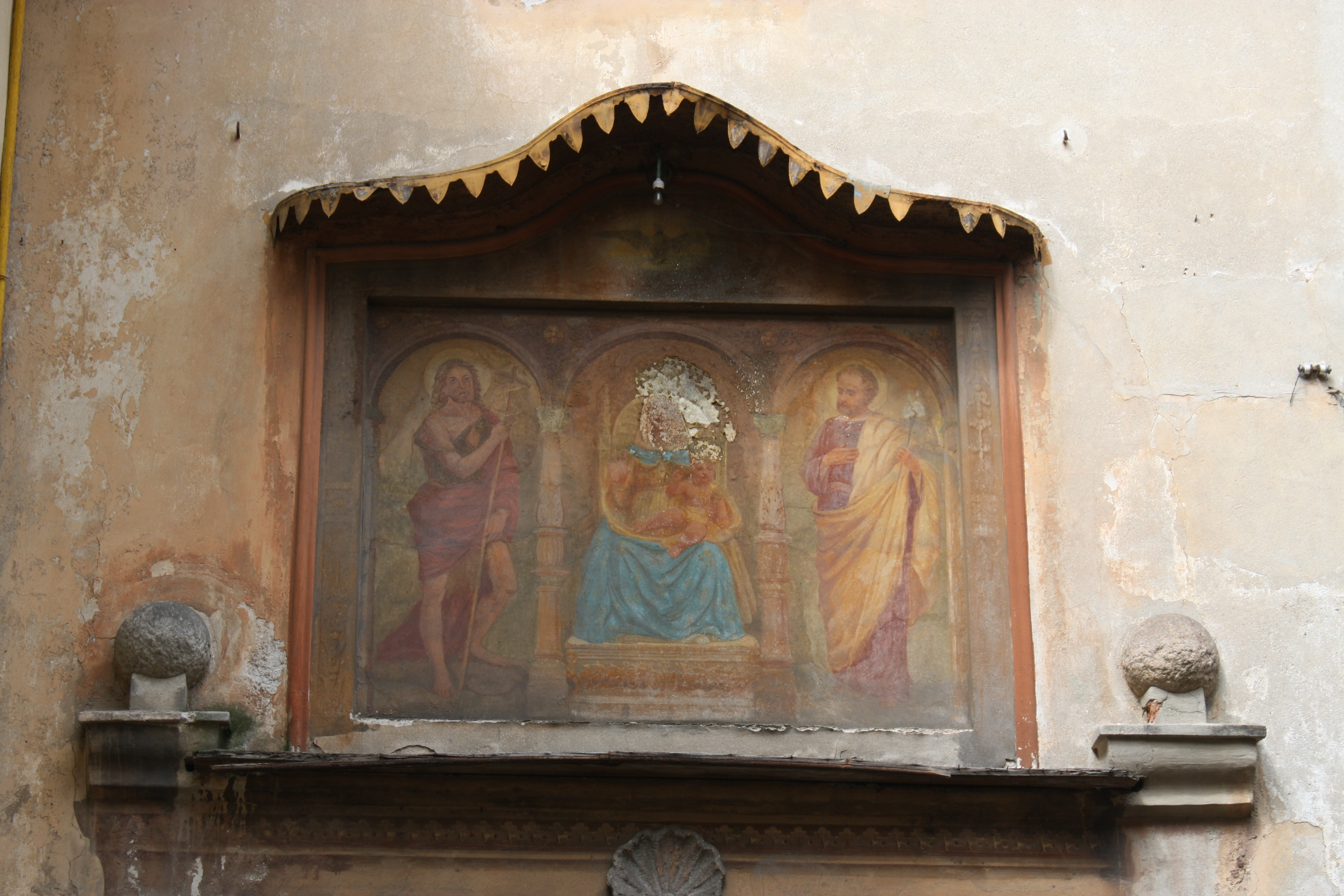
L'affresco in fondo al vicolo Custodi raffigurante la Madonna dell'Aiuto con due santi.

#### Vicolo Custodi
È una traversa della via Montebello, a circa 50 m dal santuario di Santa Maria di Piazza. Si tratta di un vicolo cieco che prende il nome dai proprietari storici degli edifici che si affacciano su questa strada: la famiglia Custodi. Questa famiglia appare presente nel borgo già dall'inizio del XVII secolo con alcuni rappresentanti che apportarono un notevole contributo alla vita sociale e religiosa del borgo. Caratteristico di questa strada è l'affresco di Carlo Grossi situato al suo termine, sopra al portale di un'antica cappella privata di Casa Custodi e raffigurante la Madonna dell'Aiuto con due santi.

#### Via Dante Alighieri
Alla fine del XIX secolo venne realizzata la ferrovia Novara-Seregno e nel 1887 fu inaugurata la stazione di Busto Arsizio Nord e venne realizzato uno scalo merci più a ovest, tra i comuni di Busto Arsizio e Sacconago (quest'ultimo è oggi quartiere del primo). Si presentò dunque la necessità di realizzare un collegamento stradale tra il centro del borgo e il nuovo scalo merci della linea ferroviaria (oggi interrata). La costruzione del Teatro Sociale nel 1891 accelerò la realizzazione della strada che dalla via Giuseppe Mazzini, che segnava il confine meridionale dell'antico borgo, porta fino all'odierna via Vincenzo Monti passando dalla piazza Plebiscito, dove sorge il sopracitato teatro. L'attuale denominazione della via, che inizia dall'incrocio con via Roma, compare dai primi anni del XX secolo.

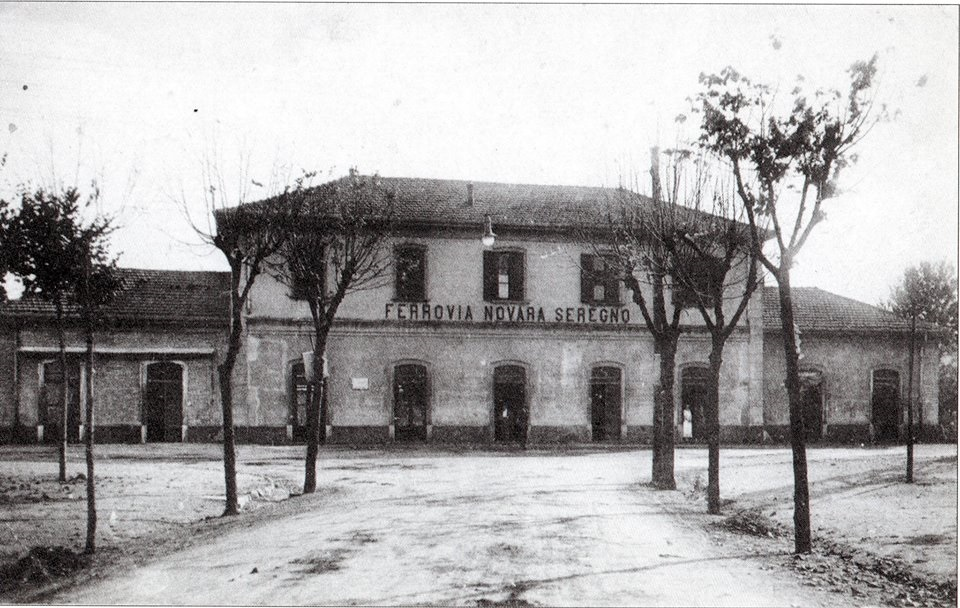
La vecchia stazione di Busto Arsizio Nord, in fondo alla via Ugo Foscolo, prima della sua demolizione conseguente all'interramento della ferrovia.

#### Corso Europa
È la strada che dalla piazza Santa Maria va verso ovest fino in piazza Alessandro Manzoni e fu realizzata per esecuzione del piano particolareggiato per l'apertura di una via di collegamento tra le due piazze. La denominazione di corso Europa fu assegnata con deliberazione del Consiglio Comunale del 20 luglio 1959, rinnovata poi nel 1964.

#### Via Ugo Foscolo
La prima parte dell'attuale tracciato, quella più a nord, compare già nel Catasto Teresiano e in quello del 1857 corrisponde all'inizio della strada comunale vecchia per Borsano. Con l'entrata in servizio della ferrovia Novara-Seregno nel 1883 e l'inaugurazione della stazione di Busto Arsizio Nord, la strada fu prolungata fino all'edificio viaggiatori, collegandolo al centro della città. La denominazione attuale risale all'inizio del XX secolo e dà il nome anche al parco Ugo Foscolo, rinominato nel 2022 per intitolarlo a Norma Cossetto.

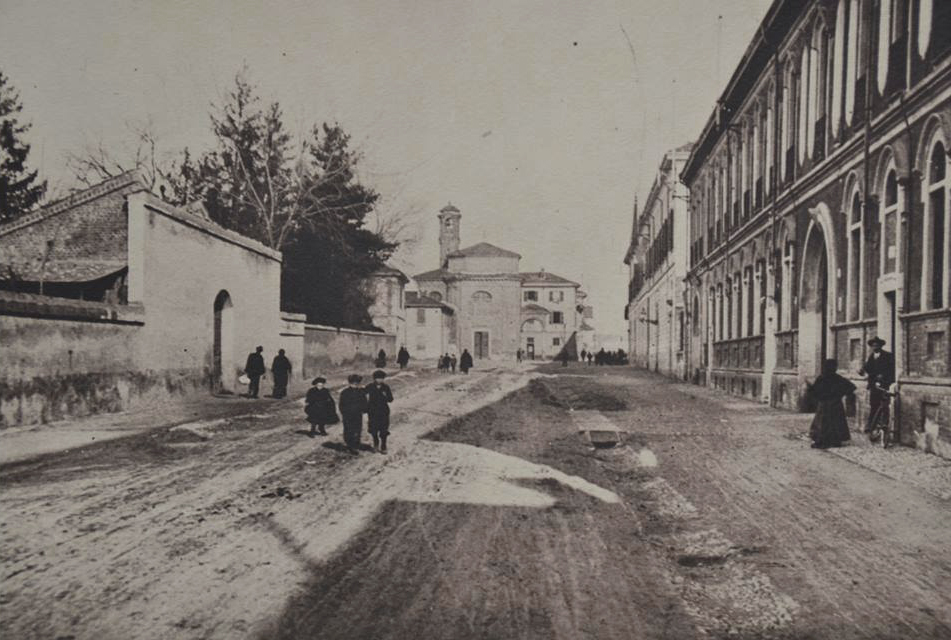
La via Fratelli d'Italia in una foto d'epoca, con il Tempio Civico, Palazzo Gilardoni e, sulla destra più vicino al fotografo, la casa Candiani, oggi demolita.

#### Via Fratelli d'Italia
È la strada che corre dietro a palazzo Gilardoni, sede del municipio. Il tratto meridionale, dalle attuali piazza Giuseppe Garibaldi e via Antonio Pozzi, ricalca l'area del fossato e del terrapieno, che nel Catasto Teresiano risultavano già spianati. Al termine della strada si trova il tempio civico della Beata Vergine delle Grazie, costruito a partire dal 1710: nel 1812 la strada risultava denominata stradone della Beata Vergine delle Grazie. Nel 1852, di fronte alla chiesetta, dove esisteva un oratorio intitolato a San Giuseppe, fu iniziata l'edificazione dell'ospedale, completato nel 1859, oggi sede del municipio: la via assunse così l'odonimo di via dell'Ospedale. Dopo l'assassinio di re Umberto I a Monza nel 1900, la strada fu a lui intitolata, mentre durante il periodo della Repubblica di Salò (1944-45) divenne via Aldo Bormida. Dopo la Liberazione le fu assegnato il nome di via Fratelli d'Italia.

#### Piazza San Giovanni Battista
È una delle due piazze centrali di Busto Arsizio, insieme alla più antica piazza Santa Maria, e prende il nome dalla basilica di San Giovanni Battista. Non compare nel Libro della Decima del 1399, dove l'unica piazza indicata era la Platea (piazza Santa Maria). L'area attuale apparteneva alla Contrada Basilica, l'odierna via Milano, che da qui andava fino all'attuale piazza Giuseppe Garibaldi (prato Basilica), mentre un'altra strada correva davanti al cimitero antistante la basilica. Nel 1609 all'architetto Francesco Maria Richini fu affidata la realizzazione della nuova basilica su una chiesa precedente: il cimitero fu trasferito e nei primi decenni del XVIII secolo si andava a configurare l'assetto della nuova piazza con l'abbattimento di alcuni edifici antistanti la chiesa. Il lato settentrionale della piazza fu ampliato nel 1906.

#### Via vicinale del Lazzaretto
Questa strada si trova nell'area orientale del quartiere di Borsano, comune autonomo fino al 1928, e ne costeggia il cimitero. Il nome si deve all'istituzione lungo questa strada di un lazzaretto, struttura adibita all'accoglienza dei malati incurabili durante la peste del 1630. Un altro lazzaretto esisteva nel borgo di Busto Arsizio, dove oggi sorge il parco Ugo Foscolo.

#### Vicolo Livello (o vicolo Trivello)
Si apre lungo la via Montebello, che dalla piazza Santa Maria corre verso nord. Il suo tracciato è già presente nel Catasto Teresiano e nel Catasto del 1857 si ritrova con la denominazione di vicolo del Trivello. Assunse l'attuale denominazione all'inizio del XX secolo. Il nome è di incerta attribuzione, ma probabilmente deriva, sia per livello che per trivello, dagli strumenti per la lavorazione del legno: qui probabilmente sorgevano delle botteghe artigiane.

#### Via Maestrona
Situata a ovest di Busto Arsizio, perpendicolare alla via Giovanni Amendola che collega Busto a Lonate Pozzolo, deve il suo nome alla presenza della cascina Maestrona, indicata nel Catasto del 1857 e ubicata nei pressi del confine con Magnago. Il toponimo probabilmente derivante dal soprannome della famiglia dei proprietari della cascina.

#### Via Magenta
Vedi Via Sachonasca.

#### Vicolo Mangano
Situato tra la piazza San Giovanni e la via Solferino, come la Contrada del Mangano (oggi via Paolo Camillo Marliani) prende il nome da una macchina tessile legata all'industria locale. Tale macchinario era probabilmente collocato in un edificio affacciato su questo vicolo ed entrò in funzione agli inizi del XIX secolo. Il vicolo era già presente nel Catasto Teresiano e la denominazione attuale si ritrova nel catasto del 1857. Se ne trovano testimonianze fino agli inizi del XX secolo, ma poi perse il suo nome. Con una delibera del 15 maggio 1953 venne ripristinando l'odonimo che esiste tuttora.

Una vista della piazza Santa Maria con il mercato e la torre campanaria prima del suo innalzamento avvenuto nel 1886.

#### Piazza Santa Maria
Si tratta della piazza più antica di Busto Arsizio, primo nucleo dell'antico borgo. Nel Libro della decima del 1399 era l'unica piazza del borgo ed era denominata nel latino notarile Platea. Qui si affacciavano in passato le abitazioni delle famiglie più ricche del borgo, la casa comunale, il monastero delle Umiliate, oltreché la chiesa intitolata alla Madonna e la torre civica. Come descrive Luigi Ferrario nel 1864, contiguo alla piazza esisteva un portico rustico per il macello del bestiame chiamato Beccaria, abbattuto nel 1810 e sostituito con un nuovo edificio porticato con botteghe al piano terra e un teatro al primo piano, inaugurato nel 1811. Questo edificio fu abbattuto intorno al 1930 e le sue colonne furono riutilizzate per l'edificazione della casa Crespi in via Andrea Zappellini. Al centro della piazza si trovava la cosiddetta piscina, una vasca quadrata di 24 metri per lato e profonda 6,5 metri per l'abbeveraggio degli animali, che riceveva acqua da una deviazione del torrente Tenore e le cui acque di deflusso venivano utilizzate per lo scarico degli scarti della Beccaria. Questa vasca fu chiusa nel 1631. A questa piscina si deve il nome della Contrada Piscina e dell'omonima porta cittadina. Il nome della piazza deriva dall'intitolazione della chiesa, la cui prima pietra fu posata nel 1517, a Maria e la stessa chiesa è denominata santuario di Santa Maria di Piazza a sottolineare l'importanza della posizione topografica della chiesa. Il campanile della chiesa era in passato la torre civica del borgo, eretto nel 1584.

#### Vicolo Mariotti
Ubicato nel centro storico, collega la via Montebello al complesso denominato Residenza del Conte, sito tra la piazza Vittorio Emanuele II e le piazze Santa Maria e San Giovanni e ultimato nel 2018. Il vicolo compare già nel Catasto Teresiano, ma l'attuale denominazione compare solo a partire dal 1857. Prende il nome dal soprannome Mariotti dato a uno dei diversi rami della famiglia Crespi già nel XVIII secolo. Questo ramo della famiglia era composto da ricchi proprietari terrieri e influenti personalità del clero; in un documento del 1773, il cosiddetto Ruolo del Personale, si ritrovano infatti la Cassina del Mariotto alla Madonna e la Cassina del Mariotto, entrambe situate nei pressi della chiesa della Madonna in Prato. Da una delle cascine, oggi distrutta, di proprietà di questa famiglia proviene l'affresco del XVI-XVII secolo della Deposizione, oggi conservato presso le Civiche raccolte d'arte di palazzo Marliani-Cicogna

#### Via Giuseppe Massari
Percorrendo la via Giacomo Matteotti dalla piazza Santa Maria verso ovest, è la seconda strada che si incontra sulla sinistra. Già presente nel Catasto Teresiano, nel Catasto del 1857 questo tracciato ha il nome di vicolo dei Massari e conserva fino ai nostri giorni il percorso, sebbene spostato di pochi metri, trasformandosi però da vicolo a via in seguito ad alcuni sventramenti che ne aprirono un doppio sbocco e assumendo la nuova denominazione di via Giuseppe Massari Industriale. Sebbene esista a Busto Arsizio l'antico cognome Massari, la vecchia intitolazione della strada deriva dal sostantivo "massaro", ovvero la persona che, nell'Italia centrosettentrionale, lavorava un podere non pagando una pigione e condividendo il raccolto con il proprietario del terreno. Dal Sommarione del 1757 sappiamo che all'epoca esistevano quattro abitazioni complete e tre porzioni di casa "da massaro".

#### Via San Michele
È la strada che corre dall'ingresso della chiesa di San Michele Arcangelo fino alla via Montebello e ricalca l'andamento del terrapieno e del fossato settentrionali a difesa dell'antico borgo di Busto. Nella prima metà del XVII secolo il fossato e il terraggio furono spianati e si delineò il tracciato rettilineo della via, ben evidente nel Catasto Teresiano e rimasto pressoché inalterato in quello del 1857, dove si ritrova la denominazione Corsia di San Michele detta Contrada di Sopra. Dal 1876 l'intitolazione è diventata via San Michele, ma dal 1940 fu intitolata a Italo Balbo, per poi riprendere l'attuale denominazione dopo la seconda guerra mondiale.

#### Via Molino
Si trova a sud-est rispetto al centro storico e corrisponde a quello che dal 1887 al 1924 era il raccordo tra la ferrovia Domodossola-Milano e la ferrovia Novara-Seregno. Quando il tracciato ferroviario, per motivi urbanistici, fu spostato più a nord-est, il sedime ferroviario divenne una strada lunga circa un centinaio di metri. Il nome si deve alla presenza dei Molini Marzoli Massari.

#### Via Ponzella
È una strada situata a sudest di Busto Arsizio, vicino al confine con Castellanza. Nel Catasto del 1857 è chiamata strada comunale detta la vecchia per Legnano e conduceva a Legnano, e quindi a Milano, attraverso le cascine Mazzafame e Ponzella, in territorio legnanese. La cascina Ponzella, che dà il nome alla strada, è citata in un lascito del nobile Agostino Lambugnano a favore della chiesa di San Magno.

#### Vicolo Re Magi
È l'ultimo vicolo che si incontra sulla sinistra percorrendo la via Montebello dalla piazza Santa Maria alla piazza Cristoforo Colombo. Il suo tracciato compare già nel Catasto Teresiano e prende la denominazione di via dell'aia grande nel Catasto del 1857, per via della presenza di una grossa aia per la preparazione dei cereali. Nella toponomastica del 1910 si trova l'attuale denominazione di vicolo Re Magi, nome preso per ricordare l'omonima porta cittadina che sorgeva nei pressi e che fu demolita nel 1880.

#### Viale della Repubblica
È un viale alberato che congiunge due tratti della via Quintino Sella dove questa, nella periferia nord della città, forma una sorta di ansa. La storia del viale risale al 1951, quando fu soppressa la tratta Legnano-Gallarate della tranvia Milano-Gallarate che proprio nel rettilineo in cui oggi sorge il viale, aveva uno dei pochi tratti in sede propria. Alla chiusura della tranvia, la sede dei binari fu trasformata nell'attuale viale.

#### Vicolo Rovello
È il vicolo cieco che all'incirca dalla metà della via Montebello corre verso ovest per 30 metri. Il tracciato del vicolo è già presente nel Catasto Teresiano e si conserva in quello del 1857 con la denominazione di vicolo dei rovi, popolarmente chiamato vicolo rovè, trasformandosi poi, nella topografia del 1910, nell'attuale denominazione di vicolo Rovello.

#### Via Scisciana
Nel Catasto del 1857 si trova una strada denominata strada vicinale detta Scisciana che dalla via per Fagnano (attuali vie Volturno e Gaudenzio Ferrari) correva verso nord tagliando il Sempione e raccordandosi con la strada del Gerbone (toponimo tuttora esistente al confine con Olgiate Olona). La via prende il nome dalla cascina Scisciana che era posta nei pressi del suo tracciato.

#### Corso Sempione
È la strada che corrisponde approssimativamente all'antica via Mediolanum-Verbannus romana che collegava, già in un periodo compreso tra la fine dell'era repubblicana e i primi decenni dell'età imperiale, Mediolanum al Verbannus Lacus. Nella zona di Busto Arsizio si addentrava nella Selva longa che si estendeva da Gallarate a Legnano. L'attuale tracciato bustese subì due leggere modifiche per la realizzazione della ferrovia Novara-Seregno.

#### Via della Vite
Il nome di questa strada, sita a nord di Busto Arsizio nei pressi del confine con Samarate, ricorda la coltivazione della Vitis vinifera, un tempo molto diffusa anche in territorio bustese. Come si nota dal Catasto Teresiano, i vigneti nel territorio circostante erano concentrati nei campi che circondavano i borghi, più popolati di cascine e quindi più curati.

### Altri toponimi

#### Cascina Brughetto
È una cascina, ancora esistente, sita a sud di Busto Arsizio e a est di Sacconago. Era collegata al centro di busto dalla Strà Brüghetu e il toponimo Brughetum è documentato dal XVI secolo. Nell'Ottocento Brughetto era un agglomerato di case agricole e il suo nome deriva probabilmente dal brugo, pianta tipica della brughiera.

#### Cinque Ponti
A causa dell'ampliamento della città verso est, che comportava gravosi costi per la gestione dei nuovi passaggi a livello venutisi a creare, tra il 1906 e il 1907 fu avviato uno studio per lo spostamento della stazione di Busto Arsizio in modo da portarla all'esterno dell'abitato e l'attuale stazione entrò in funzione nel 1924. Per l'intersezione tra la ferrovia e la strada (allora provinciale) del Sempione venne progettato un imponente cavalcavia a cinque archi, che dette il nome alla zona circostante. Nel 1910 fu avviato il primo appalto per la realizzazione della nuova sede ferroviaria e dei manufatti di sottopassaggio per la strada del Sempione e di cavalcavia per le altre strade interessate dal passaggio del nuovo tracciato ferroviario. I lavori, a causa dei problemi al bilancio dello Stato dovuti alla guerra italo-turca e alla prima guerra mondiale, furono interrotti, per poi lentamente riprendere nel 1914. COn lo scoppio della guerra i lavori furono nuovamente interrotti e ripresero nel 1919, ininterrottamente fino al loro completamento. Oggi i cosiddetti Cinque Ponti collegano la Strada statale 33 del Sempione al viale Armando Diaz (ex viale della Gloria) e al corso Italia al di sopra della ferrovia Domodossola-Milano.

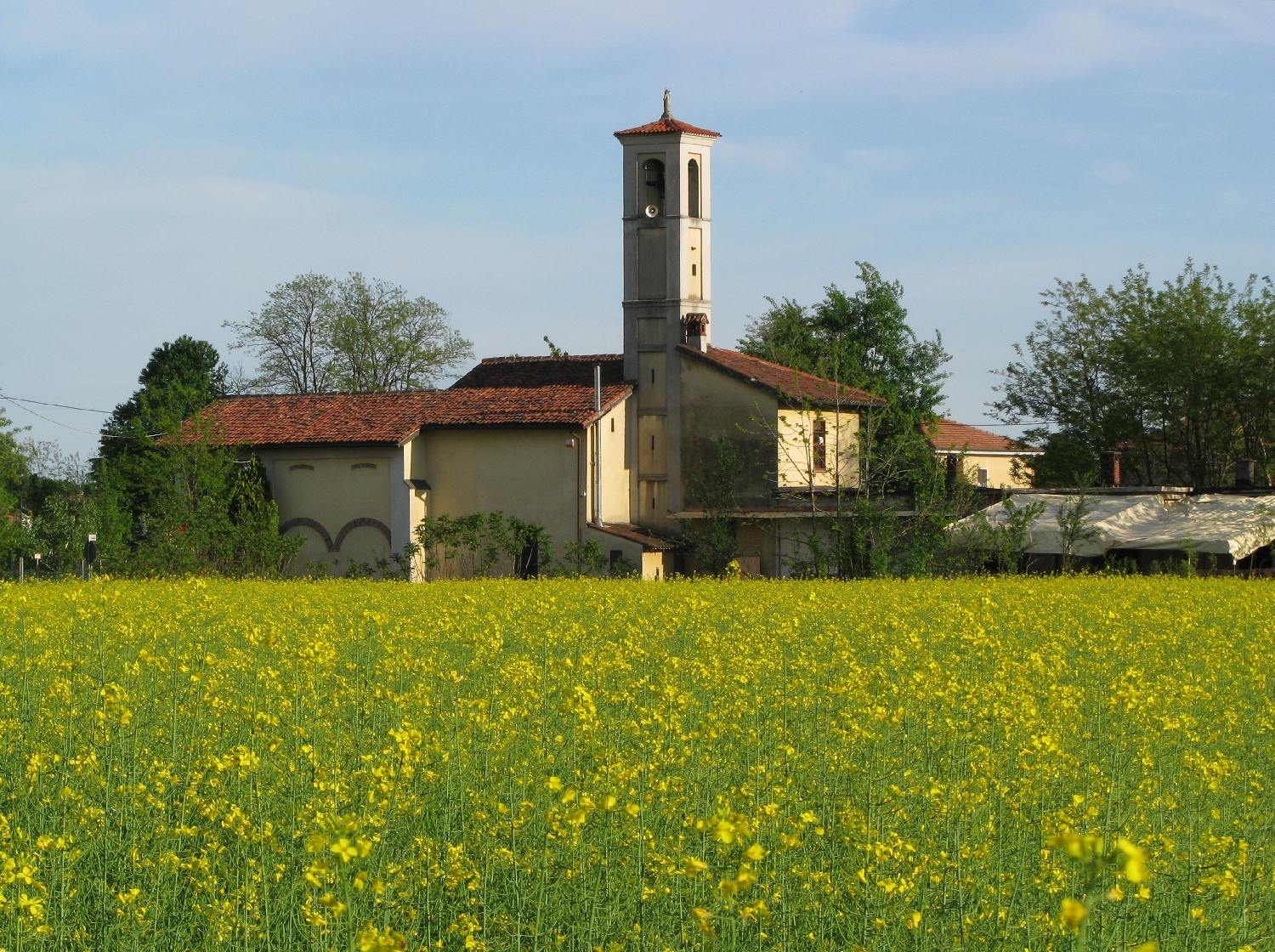
La chiesa della Madonna in Veroncora vista da nord.

#### Veroncora
Veroncora (o Veroncola) è il nome di una località nella periferia a nord-est di Busto Arsizio, non distante dal confine con Samarate. Secondo alcuni storici locali il nome Verònca era già in uso nel XIV secolo e deriverebbe da un adattamento della locuzione dialettale ves'ai ronchi, ovvero "verso le selve". Il motivo di tale denominazione è dovuta alla posizione del luogo, un tempo in pieno bosco, all'intersezione di due strade, di grande importanza soprattutto in epoca medievale, per i collegamenti da Como ad Abbiategrasso l'una, e dal fiume Ticino all'Olona l'altra. Dal 1639 i documenti attestano la presenza, all'incrocio delle due strade, della chiesa della Madonna in Veroncora, ancora oggi esistente. Questa località era collegata al centro di Busto Arsizio dalla via Roncora (odierna via Vespri Siciliani).